# Lomariopsis japurensis
Lomariopsis japurensis là một loài thực vật có mạch trong họ Lomariopsidaceae. Loài này được (Mart.) J. Sm. mô tả khoa học đầu tiên năm 1875.